# Aivaras Mikutis
Aivaras Mikutis (Kvėdarna, 16 settembre 2002) è un ciclista su strada e pistard lituano che corre per il Tudor Pro Cycling Team.

## Palmarès

### Strada
- 2019 (Juniores, una vittoria)

Campionati lituani, Prova a cronometro Junior
- 2020 (Juniores, una vittoria)

Campionati lituani, Prova a cronometro Junior
- 2021 (Ampler Development Team, una vittoria)

Campionati lituani, Prova in linea Under-23
- 2022 (Team Ampler-Tartu2024, due vittorie)

Campionati lituani, Prova in linea Under-23
Campionati lituani, Prova a cronometro Elite
- 2023 (Tudor Pro Cycling Team U23, una vittoria)

Campionati lituani, Prova a cronometro Elite
- 2025 (Tudor Pro Cycling Team, una vittoria)

Campionati lituani, Prova in linea Elite

#### Altri successi
- 2023 (Tudor Pro Cycling Team U23)

Dobeles Cup

### Pista
- 2022

Campionati lituani, Corsa a eliminazione
Campionati lituani, Corsa a punti
Campionati lituani, Scratch
GP Norway, Omnium

## Piazzamenti

### Classiche monumento
- Parigi-Roubaix

2025: 104º

### Competizioni mondiali
- Campionati del mondo su strada

Fiandre 2021 - Cronometro Under-23: 44º
Fiandre 2021 - In linea Under-23: 91º
Wollongong 2022 - Cronometro Under-23: 15º
Wollongong 2022 - In linea Under-23: ritirato
Glasgow 2023 - Cronometro Under-23: 17º
Glasgow 2023 - In linea Under-23: 29º
Zurigo 2024 - Cronometro Under-23: 22º
Zurigo 2024 - In linea Under-23: 92º

### Competizioni europee
- Campionati europei su strada

Alkmaar 2019 - Cronometro Junior: 40º
Alkmaar 2019 - In linea Junior: 68º
Plouay 2020 - Cronometro Junior: 22º
Plouay 2020 - In linea Junior: 51º
Trento 2021 - Cronometro Under-23: 22º
Trento 2021 - In linea Under-23: 48º
Anadia 2022 - Cronometro Under-23: 24º
Anadia 2022 - In linea Under-23: 31º
Drenthe 2023 - Cronometro Under-23: 5º
Drenthe 2023 - In linea Under-23: 41º
Limburgo 2024 - Cronometro Under-23: 6º
Limburgo 2024 - In linea Under-23: 90º
- Campionati europei su pista

Anadia 2022 - Scratch Under-23: 10º
Anadia 2022 - Omnium Under-23: 18º
Grenchen 2023 - Inseguimento a squadre: 10º
Grenchen 2023 - Inseguimento individuale: 18º
Grenchen 2023 - Omnium: 19º